# Clima sinico

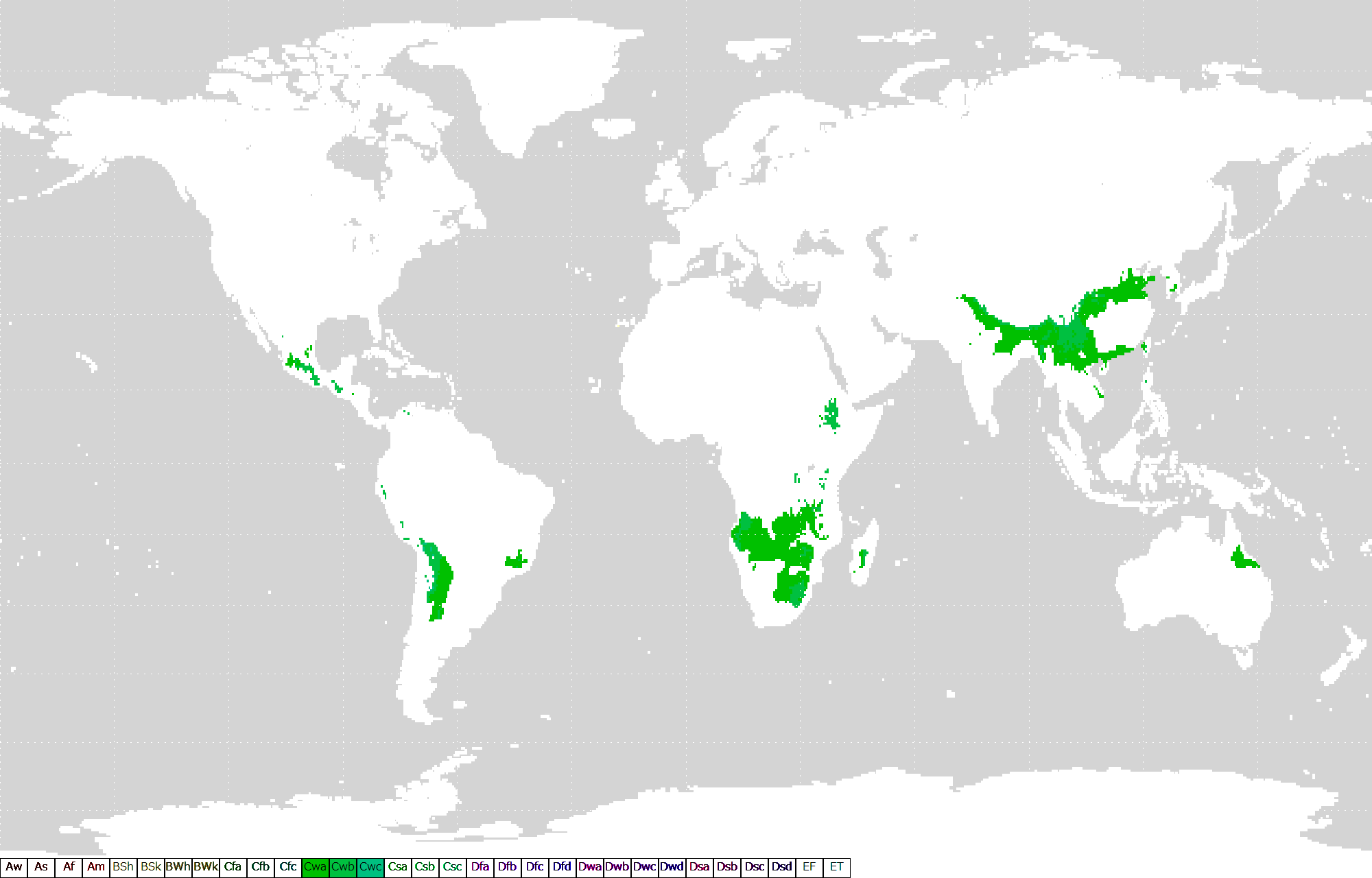
Zone della Terra caratterizzate dal clima sinico

Il clima sinico è un clima temperato, Cw, secondo la classificazione climatica di Köppen. Köppen lo chiamò sinico (sinisches Klima) perché particolarmente diffuso in varie zone della Cina.

## Caratteristiche
Il clima sinico può essere considerato l'estensione nella zona temperata del clima monsonico. È caratterizzato da un inverno secco con piogge concentrate soprattutto in estate; per questo si tratta di un tipo di clima particolarmente favorevole all'agricoltura, per l'abbondanza di precipitazioni nel periodo vegetativo delle piante. Si registrano di solito tra 1000 e 2000 mm di pioggia all'anno, con escursioni termiche abbastanza accentuate, specie nelle zone più distanti dal mare. Il clima sinico è di tipo Cw

## Vegetazione
La vegetazione tipica di questo clima è costituito soprattutto da latifoglie sempreverdi.